# Torment
Torment ist eine Hamburger Thrash-Metal-Band, die im Jahr 1984 gegründet wurde. Ihr Sänger Jörn „Kannixxx“ Rüter ist außerdem Besitzer des Labels Remedy Records.

## Geschichte
Die Band wurde 1984 gegründet und veröffentlichte 1987 in Eigenproduktion ihre erste EP namens Bestial Sex. Von der EP wurden 2.000 Stück abgesetzt. Im Jahr 1989 wurde die Single Das Neue produziert, nachdem die Band einen Vertrag mit Steamhammer Records erreicht hatte. Bei diesem Label erschien 1991 das Debütalbum der Band mit dem Namen Experience a New Dimension of Fear. The Horrors of the Past Were Just a Taste of the Things to Come. Past Events Have Been Mere Hints of Future Terrors. Everything So Far Has Only Been a Warning…. Danach folgte ein Auftritt auf dem Millerntor Festival in Hamburg und eine Tournee mit den Bands Messiah und Assorted Heap.
Im Jahr 1992 kam die Single Sie kam zu mir am Morgen heraus, der 1993 eine Split-Veröffentlichung mit Minotaur und Desert Storm folgte. Im selben Jahr und im Folgejahr spielte die Band auf dem Wacken Open Air.
Die nächste EP Spermatized mit vier eigenen Liedern und vier Coverversionen wurde 1997 in den Lautmeister Studios aufgenommen. Die Veröffentlichungsfeier fand auf dem Wacken Open Air im selben Jahr statt, nach dem Auftritt von Hammerfall. Danach folgte eine Tour durch Europa, die bis Anfang 1999 andauerte.
Zum 10-jährigen Bestehen veröffentlichte die Band das Album Not Dead Yet. Danach folgte eine Europa-Tour sowie Auftritte auf dem Headbangers Open Air und dem Wacken Open Air 1999. Das 20-jährige Bestehen feierte man auf dem Metal Bash Open Air 2004. Danach ging es ins Studio, um das Album Tormentation aufzunehmen. Zum 25-jährigen Bestand erschien das Album Tormentizer im Juli 2009. Zum 35-jährigen Band-Jubiläum 2019 wird die Band erneut auf dem Wacken Open Air auftreten.

## Stil
In ihrer Biografie bezeichnet die Band ihre frühen Werke noch als reinen Thrash Metal, während bei späteren Veröffentlichungen der Rock-’n’-Roll-Anteil zunehme. Die Band gibt den späteren Veröffentlichungen die Bezeichnung „Thrash’n’Roll“. Die Band wird als „Urgestein des deutschen Thrash Metals“ beschrieben und wird mit Bands wie Destruction, Sodom und Motörhead verglichen.

## Diskografie
- 1986: Rehearsal Nov. 2nd 1986 (Demo, Eigenveröffentlichung)
- 1987: Bestial Sex (EP, Eigenveröffentlichung)
- 1989: Das Neue (Single, Eigenveröffentlichung)
- 1991: Experience a New Dimension of Fear. The Horrors of the Past Were Just a Taste of the Things to Come. Past Events Have Been Mere Hints of Future Terrors. Everything So Far Has Only Been a Warning… (Album, Steamhammer Records)
- 1992: Sie kam zu mir am Morgen (Single, Eigenveröffentlichung)
- 1993: Torment / Desert Storm / Minotaur (Split-Album mit Minotaur und Desert Storm, Remedy Records)
- 1997: Spermatized (EP, Remedy Records)
- 1998: Not Dead Yet (Album, Remedy Records)
- 2005: Tormentation (Album, Remedy Records)
- 2009: Tormentizer (Album, Remedy Records)